# Conocrinus globularis
Conocrinus globularis is een haarster uit de familie Bourgueticrinidae.
De wetenschappelijke naam van de soort werd, als Democrinus globularis, in 1925 gepubliceerd door Torsten Gislén.